# Thorstein el Rojo
Thorstein el Rojo (nórdico antiguo: Thorstein hinn rauði) o Þorsteinn Ólafsson (n. 846) fue un caudillo vikingo que gobernó áreas de Escocia a finales del siglo IX. Era hijo de Olaf el Blanco, rey de Dublín y Auðr djúpúðga Ketilsdóttir, hija de Ketil Nariz Chata.
Tras la muerte de Olaf, Auður y Thorstein marcharon a vivir a las Hébridas, por entonces bajo control y gobierno de Ketil.
Thorstein se convirtió en un señor de la guerra en alianza con el jarl de las Orcadas, Sigurd Eysteinsson. Ambos lanzaron campañas militares en Caithness, Sutherland, Ross, Moray, y otras regiones, consiguiendo eventualmente que la mitad de Escocia les pagaran tributos.
No obstante, los caudillos escoceses conjuraron contra Thorstein, y lo mataron; la fecha exacta de su muerte se desconoce pero posiblemente fue entre 880 y 890. Tras la muerte de Thorstein, Auður abandonó Caithness, estuvo un tiempo residiendo en las Orcadas antes de establecerse definitivamente en Islandia con otros miembros de su clan familiar.
Thorstein casó con Þuriður Eyvindardóttir, hija de Eyvind del Este. Thorstein y Thurid tuvieron varios hijos e hijas:
- Ósk (n. 869) que se casó con Hallsteinn Þórólfsson, y fue madre de Þorsteinn súrtur Hallsteinsson.[14][15]
- Olaf Feilan.
- Þórhildur (n. 872),[16] se casó con Eysteinn Álfsson (n. 867),[17] y fue madre de Dala-Alf Eysteinsson.
- Þorgerður (n. 876), casó en primeras nupcias con Dala-Koll y fue madre del poderoso Hoskuld Dala-Kollsson; en segundas nupcias casó con Herjólfur Eyvindsson y fue madre de Hrut Herjolfsson.
- Vigdís (n. 878), fue origen del clan familiar de Hofdi en Eyjafjarður.[18]
- Gróa (n. 881)
- Ólof (n. 886), de ella surge el clan familiar de los Götuskeggjar en las Islas Feroe.

Una mujer llamada Unn, esposa de Thorolf Barba Poblada, reivindicó ser hija de Thorstein, pero tal reclamación fue vista por los islandeses con escepticismo. Algunas fuentes opinan que Thorstein es la misma persona que Eystein Olafsson, rey de Dublín.